# Thomas Elbern
Thomas Elbern (* 4. Februar 1960) ist ein deutscher Musiker, Produzent, Journalist und Hörfunkmoderator.

## Karriere als Musiker
Nach ersten musikalischen Gehversuchen mit dem Soloprojekt T.E. Musik fungierte Thomas Elbern von 1982 bis 1984 als Frontmann der New-Wave-Formation Seltsame Zustände. 1985 war er Gründungsmitglied und Gitarrist der Dark-Wave-Gruppe Pink Turns Blue, die er allerdings bereits Anfang 1987 verließ. 1989 gründete Thomas Elbern die Band Escape With Romeo in Köln, mit der er insgesamt elf Studioalben veröffentlicht hat. Zwischenzeitlich betrieb er diverse Nebenprojekte. So erschien 1995 das Album Kalt Und Elektrisch unter seinem eigenen Namen. Von 1999 bis 2001 war er mit dem Synthie-Pop-Duo Close Encounters aktiv. 2001 gründete Thomas Elbern das Label Zeitklang Records, über das fortan die Releases von Escape With Romeo sowie 2010 ein Album seines Ambient-Projekts Twilight Worldz veröffentlicht wurden. 2017 gab er den Abschied von Escape With Romeo bekannt. Nach einer letzten Tour im Jahr 2018 und zwei Festivalauftritten im Sommer 2019 wurde die Band zunächst aufgelöst. Thomas Elbern arbeitete fortan an den neuen Projekten Glitter And Darkness und Dirty Vocoder. Im Jahr 2022 reformierte er Escape With Romeo, die nach der Veröffentlichung einer Best-Of-Compilation auch auf die Bühne mit verändertem Line-up zurückkehrten.  

## Karriere als Hörfunkmoderator
Wesentlicher Grund für die Trennung von Pink Turns Blue waren Thomas Elberns Aufgaben als Radiomoderator der Sendung Graffiti, die er von 1986 bis 1995 auf WDR 1 leitete. Diese erlangte überregionale Bedeutung, da sie insbesondere jungen und eher unbekannten Bands eine Plattform bot. Mit der Änderung des Programmschemas von WDR 1 wurde Graffiti eingestellt. Thomas Elbern übernahm danach noch eine Weile die Moderation beim Heimatkult auf dem Nachfolgesender 1 Live. Anschließend wechselte er zum Deutschlandfunk, wo er als Förderer und Vermittler aktueller Independent-Musik weiterhin diverse Sendungen (Nachtradio, Spielraum etc.) gestaltet.

## Diskografie

### AlsElbern
- Kalt Und Elektrisch [Album] (Sound Factory) 1995
- Der Wind Hat Mir Ein Lied Erzählt [Single] (Sound Factory) 1995
- Ein Tag Mit Elke [Single] (Sound Factory) 1995

### MitEscape With Romeo
Siehe Escape With Romeo

### MitSeltsame Zustände
- Seltsame Zustände [Album] (JoJo Records) 1984 / Re-Release (Reptile Music) 2018

### MitClose Encounters
- Somebody [Single] (EMI Electrola) 1999
- Drifting On Clouds [Single] (Bloodline) 2001
- Believe [Album] (Bloodline) 2001

### MitTwilight Worldz
- Under The Radar [Album] (Zeitklang) 2010